# L'Inconnue de la Seine
L'Inconnue de la Seine (em português:  A Mulher Desconhecida do Sena) foi uma jovem não identificada cuja máscara mortuária se tornou um acessório popular nas paredes das casas dos artistas depois de 1900. Seu rosto inspirou inúmeras obras literárias. Nos Estados Unidos, a máscara também é conhecida como La Belle Italienne.

## História

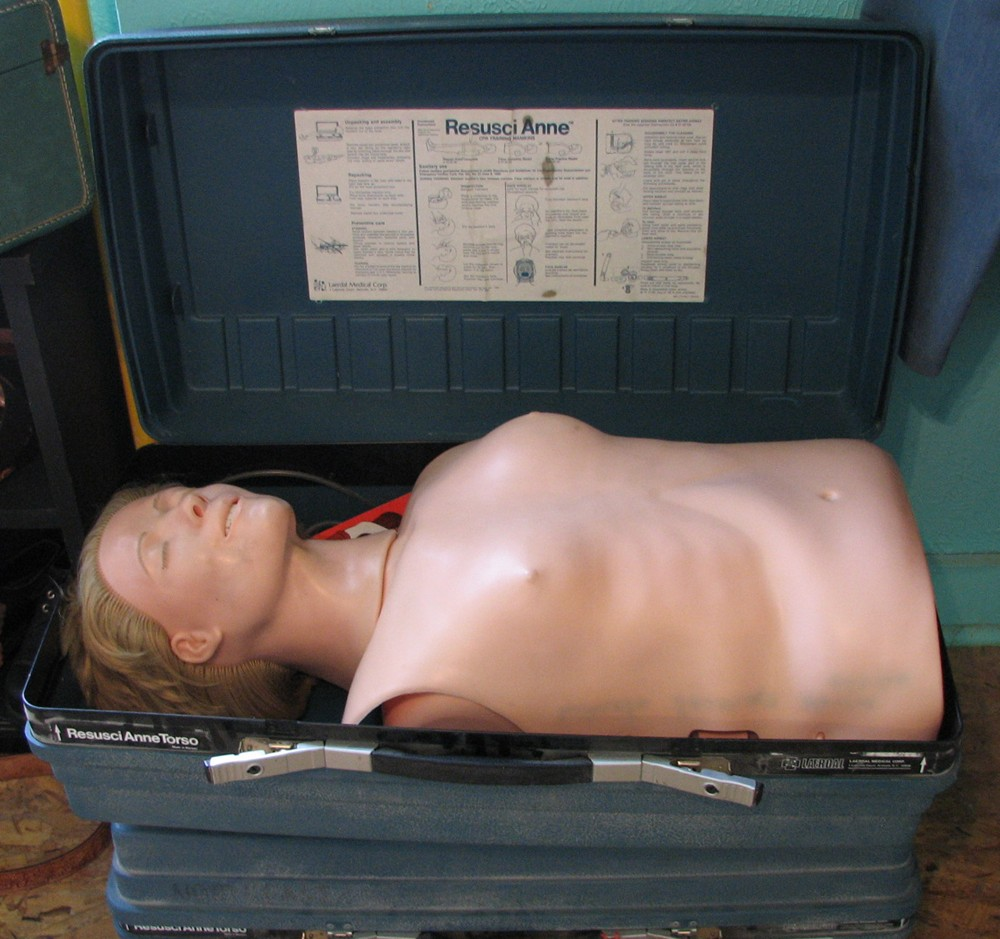
Resusci Anne, modelo de boneca de ressuscitação com o rosto inspirado no da L'Inconnue de la Seine

De acordo com uma história muito repetida, o corpo da jovem foi retirado do rio Sena no Quai du Louvre, em Paris, por volta do final da década de 1880. Como o corpo não apresentava sinais de violência, a suspeita era de suicídio. Um patologista do necrotério de Paris ficou, segundo a história, tão impressionado com sua beleza que se sentiu compelido a fazer uma máscara mortuária de gesso de cera de seu rosto. Tem sido questionado se a expressão do rosto poderia pertencer a uma pessoa afogada.
Segundo o desenhista Georges Villa, que recebeu essa informação de seu mestre, o pintor Jules Joseph Lefebvre, a máscara foi tirada do rosto de uma jovem modelo que morreu de tuberculose por volta de 1875, mas não restou nenhum vestígio do molde original. De acordo com outros relatos, a máscara foi tirada da filha de um fabricante de máscaras na Alemanha. A identidade da menina nunca foi descoberta. Claire Forestier estimou a idade da modelo em não mais de 16 anos, dada a firmeza da pele. 
Nos anos seguintes, várias cópias foram produzidas e rapidamente se tornaram um acessório da moda, embora mórbido, na sociedade boêmia parisiense. Albert Camus comparou seu sorriso enigmático ao da Mona Lisa, evocando muita especulação sobre quais pistas a expressão aparentemente feliz em seu rosto, percebida como estranhamente serena, poderia oferecer sobre sua vida, sua morte e seu lugar na sociedade.
A popularidade da figura também interessa à história da mídia artística, relacionada à sua ampla reprodução. O molde original foi fotografado e novos moldes foram criados a partir dos negativos do filme. Esses novos moldes exibiam detalhes que geralmente se perdem em corpos retirados da água, mas a aparente preservação desses detalhes no rosto parecia apenas reforçar sua autenticidade.
O crítico Al Alvarez escreveu em seu livro sobre suicídio, The Savage God: "Disseram-me que toda uma geração de garotas alemãs modelou sua aparência nela". De acordo com Hans Hesse da Universidade de Sussex, Alvarez relata, "a Inconnue tornou-se o ideal erótico do período, como Bardot foi para os anos 1950. Ele acha que atrizes alemãs como Elisabeth Bergner se inspiraram nela. Ela foi finalmente deslocada como paradigma por Greta Garbo."